# Mormântul muzicologului Gavril M. Muzicescu
Mormântul muzicologului Gavril M. Muzicescu este un monument istoric aflat pe teritoriul municipiului Iași.